# Налимье (озеро, Туруханский район, исток реки Пакулиха)
Нали́мье — пресноводное озеро в Туруханском районе Красноярского края, расположено к западу от Енисея и к востоку от реки Таз.
Площадь 31 км². Площадь водосборного бассейна — 92 км². Высота над уровнем моря — 69 м. Протяжённость озера 9,3 км, наибольшая ширина − 4,5 км. На северо-востоке вытекает река Пакулиха, приток Енисея.
Озеро имеет слегка вытянутую с запада на восток форму. Берега слабо изрезаны. Острова и населённые пункты на озере отсутствуют. Впадают реки Конная, Войнова Курья, Окунёвая и ряд незначительных ручьёв. Западный берег заболочен.

## Данные водного реестра
По данным государственного водного реестра России и геоинформационной системы водохозяйственного районирования территории РФ, подготовленной Федеральным агентством водных ресурсов:
- Бассейновый округ — Енисейский
- Речной бассейн — Енисей
- Речной подбассейн — Енисей между впадением Подкаменной Тунгуски и Нижней Тунгуски
- Водохозяйственный участок — Енисей от впадения реки Подкаменная Тунгуска до впадения реки Нижняя Тунгуска
- Код водного объекта — 17010600111116100001600